# Faydee
Fady Fatrouni (n. 2 februarie 1987, Sydney, Australia), cunoscut după numele de scenă Faydee, este un cântăreț și compozitor de muzică R&B, dance și pop australian de origine libaneză.

## Discografie
Single-uri
- 2014: "Habibi (I Need Your Love)" (Shaggy, Mohombi, Faydee, Costi)
  - 2014: "Habibi" (cu Galena)
  - 2014: "Habibi (Улыбнись и все Ок)" (cu Shahzoda and Dr. Costi)
  - 2015: "Habibi (I Need Your Love)|I Need Your Love" (Shaggy feat. Mohombi, Faydee & Costi)
  - 2016: "Love in Dubai" (DJ Sava feat. Faydee)

Piese populare și videografie
- 2008: "Never Ever"
- 2010: "Shelter Your Heart"
- 2010: "I Should've Known" (feat. Manny Boy)
- 2011: "Fallin' (Ya Gamil)" (produs de Divy Pota)
- 2011: "Say My Name"
- 2011: "Psycho"
- 2012: "Forget the World"
- 2012: "Laugh Till You Cry" (feat. Lazy J)
- 2013: "Unbreakable" (feat. Miracle)
- 2013: "Catch Me"
- 2013: "Can't Let Go"
- 2014: "You Deserve Better"
- 2014: "Beautiful Girl" (cu Costi)
- 2014: "Far Away"
- 2014: "Maria"
- 2014: "Habibi (I Need Your Love)” (Shaggy feat. Mohombi, Faydee & Costi)
- 2014: "In the Dark"
- 2015: "Who" (with Claydee)
- 2015: "Move On (C'est La Vie)"
- 2015: "Lullaby"
- 2015: "Sun Don't Shine"
- 2016: "Amari"
- 2016: "Legendary"
- 2016: "Jealous"
- 2016: "Ya Linda"
- 2016: "If I Didn't Love You"
- 2016: "Nobody" (feat. Kat DeLuna & Leftside)
- 2017: "What Is Love?"
- 2017: "Right Here"
- 2017: "More"
- 2017: "Friendzone" (feat. Demarco)
- 2017: "When I'm Gone" (feat. Bess & Gon Haziri)
- 2017: "Toy" (feat. WSTRN)
- 2018: "Crazy"
- 2018: "Habibi Albi" (feat. Leftside)
- 2018: "Bang Bang"
- 2019: "Away"
- 2019: "Gravity" (feat. Hande Yener & Rebel Groove)
- 2019: "Enchanté" (feat. Alina Eremia & Raluka)
- 2019: "Habibi Albi (Remix)" (feat. Shahzoda)
- 2019: "Salam"
- 2019: "Trika Trika" (feat. Antonia)
- 2020: "Leila ليلى (Roxanne Arab Remix)"
- 2020: "Idwk (I Don't Wanna Know)" (feat. Gon Haziri)
- 2020: "Aywa" (feat. Valderrama)
- 2020: "Ye Ye" (Faydee x Tm Bax x Pav Dharia)
- 2020: "Hala"

Colaborări
- 2011: ”Getaway” (Manny Boy feat. Faydee)
- 2014: "Dangerous" (Moody feat. Faydee)
- 2014: "Mad in Love" (Lazy J feat. Faydee)
- 2014: ”Habibi” (Galena feat. Faydee)
- 2014-2015: "Habibi (I Need Your Love)"  (Shaggy feat. Mohombi, Faydee & Costi Ioniță)
- 2015: "Who" (Claydee feat. Faydee)
- 2015: "Luv You Better" (Manny feat. Faydee)
- 2015: "Live Forever" (DJ James Yammouni feat. Faydee)
- 2016: "Love in Dubai (DJ Sava feat. Faydee)
- 2016: "Burn It Down" (Ahzee feat. Faydee)
- 2016: "Nobody" (Faydee feat. Kat DeLuna & Leftside)
- 2016: "Believe" (KayOne feat. Faydee)
- 2017: "On My Way" (James Yammouni and Faydee feat. Adam Saleh)
- 2017: "Waynak" (Adam Saleh & Faydee)
- 2017: "Right There" (Adam Saleh & Faydee feat. Silento)
- 2018: "Yullah" (Ahzee feat. Faydee)
- 2018: "Belly Dancer" (DJ Moh Green feat. Faydee & Young Zerka)
- 2018: "Don't Know Why" (Ayo Jay feat. Faydee & James Yammouni)
- 2019: "Stay" (Spyne feat. Faydee)
- 2019: "Yalla Habibi" (Luana Vjollca & Faydee)
- 2019: "Better Days" (Arman Cekin feat. Faydee & Karra)
- 2020: "Layla" (Topo La Maskara feat. Faydee & Mr. Vegas)